# Saison 2 de Bleach
Cet article présente la saison 2 de Bleach.

## Saison 2
Cette saison a été diffusée du 1er mars 2005 au 19 juillet 2005 (épisodes 21 à 41) sur TV Tokyo. Elle est composée de 21 épisodes.
Le générique d'ouverture, intitulé D-tecnolife, est interprété par le groupe rock Uverworld. Après une rapide introduction montrant Rukia et Ichigo dos à dos et présentant le groupe d'Ichigo, celui-ci monte à l'assaut de la Soul Society, et plus particulièrement de la tour des regrets éternels. Arrêtés et dispersés par la 11e division, des combats commencent alors dans divers environnement.
Le premier générique de fin (épisodes 26 à 38), intitulé Houki boshi, est interprété par la chanteuse pop coréenne Younha. Chacun des 13 génériques est visuellement unique puisqu'ils présentent une à une les treize divisions : le début présente une scène sur Ichigo et ses amis ; ils sont suivis des portraits du capitaine et du vice-capitaine. Ensuite différentes scènes de la vie de tous les jours au sein de la division ou du passé des personnages sont montrées. La fin du générique présente toujours le capitaine et le vice capitaine devant l'emblème de la division, ils sont parfois accompagnés d'autres membres de la division.
Le second générique de fin (épisodes 39 à 51), intitulé Happy People, est interprété par le groupe pop Skoop on Somebody. Il commence sur des scènes de la vie des personnages humains avant de basculer sur des scènes de la vie des personnages shinigami.
| No | Titre français                                     | Titre japonais         | Titre japonais                    | Date de 1re diffusion |
| No | Titre français                                     | Kanji                  | Rōmaji                            | Date de 1re diffusion |
| --- | -------------------------------------------------- | ---------------------- | --------------------------------- | --------------------- |
| 21 | Entrez ! Le Monde des Shinigamis                   | 突入！死神の世界       | Totsunyuu! Shinigami no sekai     | 1er mars 2005         |
| [Chapitres 71-72-73-74] - Ichigo, Orihime, Chad, Uryû et Yoruichi arrivent dans la Soul Society. Ils se retrouvent dans le Rukongai, la partie où les âmes errantes circulent. Ichigo décide d'entrer directement au Seireitei, la partie où vivent les Shinigamis, mais une muraille s'abat, lui coupant le passage. Un colosse, gardien de la porte présente dans la muraille, fait son apparition. Il se nomme Jidanbô et est chargé de garder l'entrée de la grande porte Ouest communément appelée « le portail de la voie blanche ». Jidanbô attaque à grands coups de haches mais Ichigo est trop puissant et il repousse tous les coups du gardien. Après un combat remporté facilement par Ichigo, Jidanbô, battu et touché par la sollicitude de son adversaire, décide de le laisser passer. Mais en ouvrant le portail, il voit apparaître le capitaine de la 3e division, Gin Ichimaru, sous ses yeux. Note : Cet épisode débute l'arc majeur « L'Assaut de la Soul Society ». |                                                    |                        |                                   |                       |
| 22 | L'homme qui déteste les Shinigamis                 | 死神を憎む男           | Shinigami wo nikumu otoko         | 8 mars 2005           |
| [Chapitres 74-75-76-77-78] - Après avoir combattu et vaincu Jidanbô, le gardien de la porte ouest, Ichigo espère entrer mais l'arrivée du capitaine de troisième division, Gin Ichimaru, l'en empêche. Celui-ci blesse Jidanbô et Ichigo s'interpose, avant d'être facilement repoussé avec Jidanbô en dehors de la muraille. Après cela, la porte se ferme. Rassurés d'avoir vu Ichigo s'interposer entre Ichimaru et Jidanbô, les habitants du Rukongai font leur apparition, et le chef du Rukongai décide alors de se présenter aux étrangers. Jidanbô, lui, est soigné par Orihime. Chad retrouve quant à lui Shibata ; ce dernier lui explique que les gens de Rukongai sont des gens morts de toutes époques et qu'il est assez rare qu'ils puissent retrouver des personnes qu'ils ont connues. Ichigo et sa bande se font ensuite recueillir par le chef, et Yoruichi demande à leur hôte l'adresse de Kûkaku Shiba. Mais ils sont interrompus par Ganju, un habitant notable qui déteste les Shinigamis. Brusque, il décide directement de s'en prendre à Ichigo. Le combat débute mais Ganju part à toute allure quand l'un de ses compagnons lui indique qu'il est déjà 9 heures. |                                                    |                        |                                   |                       |
| 23 | La Condamnation de Rukia avant le quatorzième jour | ルキア処刑、14日前     | Rukia shokei, juuyokka mae        | 15 mars 2005          |
| [Chapitres 78-79] - Nos amis partent à la rencontre de Kûkaku Shiba, la seule personne capable de les faire entrer au Seireitei. Chez elle, ils s'aperçoivent que Ganju est son frère cadet. Kûkaku annonce aux protagonistes que son frère les accompagnera dans leur voyage, en échange de son aide pour les faire entrer. Parallèlement, Rukia est transférée vers un autre centre de détention avant son exécution. Elle apprend qu'Ichigo et ses amis ont essayé d'entrer au Seireitei. Renji est pris à part par le capitaine de la 5e division, Sôsuke Aizen, qui lui exprime son inquiétude quant à l'affaire concernant Rukia : la condamnation est bien trop importante compte tenu des fautes et du grade de la concernée, et les délais ont été raccourcis au maximum. Aizen est convaincu que tout cela a été organisé par quelqu'un qui y avait intérêt. Dissimulé, Ichimaru écoute attentivement cette conversation. |                                                    |                        |                                   |                       |
| 24 | Rassemblement ! Les Treize Divisions               | 結集！護廷13隊         | Kesshuu! Gotei 13 tai             | 22 mars 2005          |
| [Chapitres 80-81-82] - Kûkaku explique que le mur qui entoure le Seireitei est fait de Sekkiseki, un minerai rare qui bloque complètement l'énergie spirituelle, en plus de générer un immense dôme d'énergie quasiment impénétrable. Pour les faire entrer, Kûkaku compte se servir de son canon géant pour tirer une sphère d'énergie suffisamment compacte et dense pour traverser le dôme. Elle demande donc à Ichigo et ses amis de s'entraîner à maintenir une sphère en concentrant leur énergie spirituelle. Au Seireitei, Renji et les autres vice-capitaines sont convoqués. Momo Hinamori, la vice-capitaine de la 5e division est déjà sur les lieux, puis la vice-capitaine de la 10e division, Rangiku Matsumoto, fait son apparition. Elle dit qu'elle n'arrive pas à contacter son capitaine, Tôshiro Hitsugaya. Hinamori se plaint de son côté de l'absence de son capitaine Aizen, qu'elle trouve bizarre ces derniers temps. À la salle d'entraînement, tout le monde, sauf Ichigo, arrive à concentrer assez d'énergie spirituelle pour déployer un champ de force. Grâce à l'aide de Ganju, Ichigo parvient enfin à générer un champ de force après quelques difficultés. Presque tous les capitaines du Gotei 13 se rassemblent pour juger l'attitude d'Ichimaru à laisser des âmes errantes s'échapper après avoir agi seul et sans autorisation. Alors que des dissensions éclatent entre plusieurs capitaines, une alarme retentit et tous les soldats sont appelés à leur poste. |                                                    |                        |                                   |                       |
| 25 | Pénétrer au centre d'une énorme bombe              | 巨大砲弾で中央突破？   | Kyodai houdan de chuuou toppa?    | 29 mars 2005          |
| [Chapitre 83-84-85] - Avant de partir, Ganju révèle à Ichigo pourquoi il déteste les Shinigamis. Son frère aîné était le vice-capitaine de la 13e division mais celui-ci fut trahi et tué par l'un de ses semblables. Kûkaku déclenche finalement son canon, projetant Ichigo et ses amis vers le Seireitei. Une fois dans les airs, Ganju récite une seconde incantation, la première partie ayant été récitée par Kûkaku. La première partie était destinée au lancement puis au changement de direction ; la seconde à l'orientation et à l'impact sur le Shakonmaku. Ganju lit donc la suite de cette partie qui permet de maintenir la vitesse et la stabilité. Mais la force spirituelle qu'Ichigo impose à ses camarades est trop importante pour eux ; cela déconcentre Ganju juste avant l'impact. Dans le Seireitei, toutes les divisions sont en alerte, et observent l'arrivée du boulet. Celui percute le Shakonmaku, et pénètre peu à peu à l'intérieur, mais cela dissout le boulet. Les voyageurs flottent encore dans l'air, mais ils sont rapidement projetés dans tous les sens. Le groupe se sépare en quatre : Ganju est avec Ichigo, Uryû accompagne Orihime, tandis que Yoruichi et Chad sont chacun de leur côté. |                                                    |                        |                                   |                       |
| 26 | Formation ! Le Plus Mauvais Grade                  | 結成！最悪のタッグ     | Kessei! Saiaku no taggu           | 5 avril 2005          |
| [Chapitre 85-86-87] - Pour amortir leur atterrissage, chaque groupe improvise : tandis qu'Inoue utilise le « bouclier des trois cieux », Ganju utilise la « vague de sable », pour ralentir la chute ; Yoruichi n'a besoin que de son agilité pour amortir sa chute, devant quelques Shinigamis qui n'ont que le temps de l'apercevoir avant sa rapide disparition. Quant à Chad, son bras puissant a amorti sa chute, en creusant un sacré cratère, mais il a pu se cacher avant l'arrivée des troupes. Celles-ci sont au courant de l'arrivée des « âmes errantes », terme désignant toute entité étrangère à la Soul Society. Uryû et Orihime sont tombés dans un endroit vide, mais Ichigo et Ganju rencontrent deux Shinigamis : Ikkaku Madarame, lieutenant de la 11e division, et Yumichika Ayasegawa, cinquième officier de cette même division. Tandis qu'Ikkaku défie Ichigo, Yumichika poursuit Ganju qui s'est mis à fuir. Après un bref échange avec son adversaire, Ichigo lui révèle qu'il a été entraîné par Urahara et, le prenant au sérieux, Ikkaku libère son Zanpakutô, Hôzukimaru. D'abord surpris par la lance articulée de celui-ci, Ichigo décide ensuite de répliquer. En parallèle, Ganju fuit sans cesse son poursuivant et a recours à la ruse et aux attaques surprises pour se débarrasser de son ennemi. Agacé, Yumichika libère son Zanpakutô, Fuji Kujaku, mais se fait une nouvelle fois surprendre par Ganju. |                                                    |                        |                                   |                       |
| 27 | Lancer le coup de la mort                          | 必殺の一撃を放て！     | Hisatsu no ichigeki wo hanatsu!   | 12 avril 2005         |
| [Chapitres 88-89] - Un jeune Shinigami de la 4e division, Hanatarô Yamada, apprend avec dépit que Rukia a été transférée dans la « tour des regrets ». De son côté, Rukia ressent des vibrations d'énergie et se demande si c'est Ichigo qui provoque l'effervescence qu'elle ressent. Pendant ce temps, Ichigo s'est enfin adapté aux attaques imprévisibles d'Ikkaku et parvient finalement à le vaincre en le blessant grièvement. Après l'avoir soigné, il lui demande où se trouve Rukia. Ikkaku lui dit la vérité et lui demande à son tour qui est le plus fort dans son groupe. Quand Ichigo acquiesce qu'il est le plus fort du groupe, Ikkaku le met en garde. Son capitaine, Kenpachi Zaraki, va le traquer car il ne cherche qu'à combattre le plus fort. Pendant ce temps, Uryû et Orihime essaient de semer les Shinigamis, tandis que Chad essaie de les rejoindre. Quant à Ganju, il est toujours poursuivi par Yumichika et décide d'utiliser une bombe fumigène au piment, mais est victime des mêmes effets que son ennemi. En essayant de s'enfuir de la fumée, ils tombent tous deux dans le gouffre qui n'était en fait qu'un vide-ordures. La poursuite reprend. |                                                    |                        |                                   |                       |
| 28 | Orihime est prise pour cible                       | 狙われた織姫           | Nerawareta Orihime                | 19 avril 2005         |
| [Chapitres 90-91] - Ichigo tente de retrouver Ganju, mais il se fait remarquer par plusieurs Shinigamis qui se lancent à sa poursuite. De son côté, la fuite de Ganju l'amène à nouveau devant un trou. Ganju parvient finalement à faire tomber Yumichika dans le trou grâce à une ruse. Le Shinigami s'envole dans le ciel mais Ganju lui balance une bombe sur la tête qui fait péter un feu d'artifice. Yumichika est vaincu. Hanatarô Yamada veut rendre visite à Rukia mais des gardes l'en empêchent. De leur côté, Uryû et Orihime tombent sur un Shinigami de taille très imposante. Il tente d'attaquer cette dernière de dos mais Ishida la sauve très rapidement. À la vue d'un Shinigami, Uryû change radicalement d'attitude. Le Shinigami attaque une seconde fois les deux amis, Ishida esquive mais roule sur le toit en trébuchant et arrive à s'accrocher au toit d'une main. Inoue veut combattre le Shinigami mais son usage de Tsubaki (son pouvoir offensif) n'est pas assez résolu, et celui-ci est blessé. Ishida lui sauve la vie une fois de plus, tirant une flèche qui stoppe l'attaque du Shinigami. Le Shinigami qui combat Ishida, amusé par l'usage d'armes de jet fait par Inoue et Ishida, décide de montrer la véritable forme de son Zanpakutô, Tsunzakigarasu, qui génère des lames de jet qui volent vers ses adversaires. Son nom est Jirôbô Ikkanzaka, quatrième officier de la 7e division, et se vante en disant qu'on l'appelle « Kamaitachi », titre désignant le plus grand maître des armes de jets du Seireitei. Mais Ishida lui démontre sa supériorité tant en termes de vitesse que de précision ou de dégâts ; Jirôbô semble accepter sa défaite mais il tente en fait de tuer Inoue. Dégoûté, Ishida détruit son Zanpakutô et les points contenant et canalisant sa force spirituelle ; il déteste les lâches et estime que cet homme ne doit plus être un Shinigami. Un papillon de l'enfer passe un message à la vice-capitaine de la 12e division : Ikkaku s'est fait battre par une âme errante, et a été transféré à l'hôpital de la 4e division. Le capitaine de la 12e division décide donc d'aller interroger le blessé pour en savoir plus sur les intrus.                                                      |                                                    |                        |                                   |                       |
| 29 | Percée ! Encerclé par le filet des Shinigamis      | 突破せよ！死神包囲網   | Toppaseyo! Shinigami houimou      | 26 avril 2005         |
| [Chapitres 92-93] - Ganju et Ichigo sont tous deux poursuivis par les soldats de la 11e division mais parviennent à se rejoindre. Hanatarô, qui cherche à rentrer dans sa caserne, est malencontreusement jeté aux pieds d'Ichigo et Ganju qui saisissent l'opportunité de le prendre en otage. Mais les soldats de la onzième division méprise ceux de la quatrième, dont Hanatarô, et les deux protagonistes en profitent pour fuir avec leur otage lorsqu'un mur explose derrière les soldats. Celui qui l'a fait exploser n'est autre que Chad, qui est déterminé à vaincre les soldats avant de rejoindre Ichigo. À l'hôpital de la 4e division, Ikkaku reçoit une visite de Mayuri Kurotsuchi, le capitaine de la 12e division, et Nemu Kurotsuchi, sa vice-capitaine. Ikkaku refuse de dire quoi que ce soit à Mayuri, ce qui l'agace et s'apprête à s'en prendre à l'officier. Ce dernier n'est sauvé que par l'arrivée de Kenpachi qui fait partir Kurotsuchi. Ikkaku dévoile alors les informations qu'il a sur Ichigo, ce qui excite Kenpachi en vue d'un prochain duel. Cachés, Ichigo et Ganju conversent pour décider d'un itinéraire les rapprochant de la tour des Regrets. Hanatarô, entendant le nom de Rukia, leur dit qu'il la connaît et qu'il souhaite les aider à la retrouver : un raccourci vers la tour des Regrets existe sous le Seireitei, et il va les y guider. Les vice-capitaines du Gotei 13 apprennent avec stupeur les pertes déjà enregistrées par leurs troupes face aux âmes errantes : le lieutenant et le cinquième officier de la 11e division, ainsi qu'une grande partie des soldats de la division elle-même, considérée comme la plus puissante. Le vice-capitaine de la 7e division, Tetsuzaemon Iba, précise qu'il n'a plus de nouvelle de son quatrième officier. Apprenant que deux âmes errantes se sont enfuis avec un membre de la 4e division, Renji sort discrètement de la réunion afin de les défier lui-même. |                                                    |                        |                                   |                       |
| 30 | Le Combat de Renji                                 | 立ちはだかる恋次       | Tachihadagaru Renji               | 3 mai 2005            |
| [Chapitres 94-95] - Suivant leur nouvel allié Hanatarô, Ichigo et Ganju se dirigent droit vers la Tour des Regrets par des tunnels souterrains, dans lesquels seule la 4e division est capable de s'orienter. Hanatarô raconte comment Rukia vivait dans sa cellule : elle parlait beaucoup des choses du monde des humains et également d'Ichigo. Ichigo touché par ces paroles, décide de presser le pas. Il se remémore des souvenirs et suit le tunnel. Il tombe droit devant la Tour des Regrets, mais Renji, le vice-capitaine de la 6e division, lui bloque le chemin. Pendant que Chad, Ishida et Inoue se dirigent droit vers le combat, attirés par les énergies spirituelles d'Ichigo et de Renji, ce dernier annonce à son interlocuteur que s'il veut sauver Rukia, il devra, en plus de le vaincre, combattre encore 11 vice-capitaines et 13 capitaines, tous plus forts les uns que les autres. Kurosaki ne semble pas inquiet et défie son adversaire. |                                                    |                        |                                   |                       |
| 31 | Résolu à tuer                                      | 斬る為の覚悟           | Kiru tame no kakugo               | 10 mai 2005           |
| [Chapitres 96-97-98] - Apparemment dominé dans les premiers échanges, Renji révèle alors sa véritable puissance à Ichigo : tenu de limiter son pouvoir sur Terre de par sa puissance, il est cinq fois plus fort dans le Seireitei que dans le monde des humains. Ichigo perd beaucoup de sang, sa vue se trouble et ses jambes vacillent. Les vice-capitaines de la troisième et de la cinquième division s'inquiètent au même moment pour Renji, car il est introuvable, et a laissé derrière lui son emblème de lieutenant, faute qui pourrait être sanctionnée durement. Ichigo se rappelle l'enseignement de Kisuke Urahara : trouver le maximum d'attaques que son adversaire lance en un cycle afin de pouvoir contre-attaquer efficacement, entre la fin d'un cycle et le début d'un autre. En appliquant ces conseils, il pense avoir trouvé la parade contre Zabimaru, mais Renji, plus rapide qu'Ichigo, arrive tout de même à esquiver le coup porté. Ichigo décide donc de concentrer son énergie pour que son Zangetsu puisse détruire Zabimaru. Renji est finalement blessé et perd le combat. |                                                    |                        |                                   |                       |
| 32 | Une étoile et un chien perdu                       | 星と野良犬             | Hoshi to noraken                  | 17 mai 2005           |
| [Chapitre 98] - Se plongeant dans ses souvenirs pour comprendre pourquoi il a perdu, Renji se rappelle sa première rencontre avec Rukia, et de la vie qu'ils menaient dans le 78e district du Rukongai, peuplé uniquement de criminels. Enfants, ils luttaient chaque jour pour récupérer de l'eau, indispensable à la survie - la nourriture n'étant pas nécessaire. Un jour, alors qu'un membre du district est reçu en tant que Shinigami, Rukia s'évanouit à son passage. Le Shinigami lui explique qu'elle et Renji, également affamé, ressentent son énergie spirituelle - et qu'ils sont donc de futurs Shinigamis. Rapidement, Rukia et Renji s'entraînent à concentrer cette énergie, ce que Rukia arrive à faire mieux que son camarade. Ils décident toutefois de rester avec leurs amis dans le district, plutôt que de partir passer le concours d'entrée au Seireitei. Après avoir perdu l'ensemble de leurs amis dans ce district hostile, ils décident d'en partir pour passer le concours. Brocardé pour ses origines rustiques par les enseignants et les élèves de la noblesse, Renji parvient toutefois à passer au deuxième concours. Il annonce la nouvelle à Rukia alors que celle-ci se voit proposer son adoption par la famille noble des Kuchiki. Cela lui permettrait d'être admise automatiquement dans la 13e division. Renji, abasourdi, conseille vivement à Rukia d'accepter, lui faisant la liste des avantages qu'elle va en tirer. Triste que celui-ci ne tienne pas plus à la garder près d'elle, Rukia accepte l'adoption et le quitte. Culpabilisant, Renji décide de devenir plus puissant que le capitaine de la 6e division, Byakuya, le frère aîné de Rukia, mais n'est jamais arrivé à le dépasser. Revenu à lui au pied des marches menant à la tour des Regrets, Renji supplie Ichigo de sauver son amie. |                                                    |                        |                                   |                       |
| 33 | Miracle ! Le Mystérieux Nouveau Héros              | 奇跡！謎の新ヒーロー   | Kiseki! Nazo no shin hiro         | 24 mai 2005           |
| Alors que les Hollows sont de plus en plus présents en ville, un chat atterrit directement dans les bras de Yuzu, sous les yeux de Karin. À la maison des Kurosaki, elles retrouvent Kan'Onji, venu chercher Ichigo. Alors que les Hollows attaquent, et débordent Kan'Onji, il est sauvé par l'intervention de Jinta et d'Ururu. Tandis qu'Ururu propose à Yuzu d'aller voir Urahara pour permettre au chat (fantôme) de partir au paradis, Jinta et Karin sont sollicités par Kan'Onji pour participer à son show, compte tenu des capacités surnaturelles dont ils font tous deux preuve. Urahara n'est pas à la boutique, mais les Hollows attaquent à nouveau Yuzu. Malgré la défense d'Ururu, Yuzu doit trouver refuge en haut d'un immeuble, où Kan'Onji, Jinta et Karin (qui se battent pour être la force rouge, le leader, de l'équipe de Kan'Onji) et enfin Ururu la rejoignent. Les multiples Hollows sont rapidement vaincus, mais fusionnent en un énorme Hollow, devant lequel leurs pouvoirs sont impuissants. Alors que ce Hollow parvient à jeter Yuzu et son chat dans le vide, le chat se transforme en un lion enflammé, empêche Yuzu de se faire mal puis se retourne contre le Hollow qu'il détruit facilement. Une fois Yuzu réveillée, le chat disparait à son tour. Il s'agissait en fait du fantôme d'un chat que Yuzu avait tenté de nourrir autrefois ; souhaitant la suivre chez elle, il avait été renversé par une voiture sur le chemin, et trouve la rédemption en aidant Yuzu. Note : Cet épisode est un filler. |                                                    |                        |                                   |                       |
| 34 | Tragédie de l'aube                                 | 夜明けの惨劇           | Yoake no sangeki                  | 31 mai 2005           |
| [Chapitres 99-100] - Après avoir battu Renji, Ichigo s'écroule à son tour. Ganju et Hanatarô l'emportent dans les sous-sols pour pouvoir le soigner, évitant l'arrivée des renforts, mené par le vice-capitaine de la 3e division, Izuru Kira. Celui-ci veille sur Renji avec Hinamori, tous deux des camarades de la promotion de Renji. Ils souhaitent faire soigner leur ami mais Byakuya leur ordonne de le faire enfermer pour insubordination, Renji étant parti seul se battre sans obéir aux ordres. Hinamori souhaite s'opposer à cette décision, mais Kira se soumet. Après le départ de Byakuya, Ichimaru apparait et demande à Kira de le suivre. Tôshirô Hitsugaya, le capitaine de la 10e division, fait également son apparition et prévient Hinamori de faire très attention à la 3e division et particulierement à Aizen. La défaite de Renji a sonné l'entrée en lice des capitaines, qui peuvent désormais intervenir à n'importe quel moment pour suppléer aux défaillances de leurs subalternes. Le cas d'Ichimaru est repoussé sine die par la déclaration de l'état de guerre dans le Seireitei ; les capitaines ont maintenant carte blanche et peuvent activer leur Zanpakutô dès qu'ils en ont besoin, sans attendre d'autorisation. De son côté, Ichigo est soigné par Hanatarô. Celui-ci constate que la blessure à l'épaule est moins grave qu'il n'y parait, sans doute parce qu'un masque, ressemblant à celui d'un Hollow, a amorti le choc. Après que Renji a été soigné dans sa cellule, Hinamori, inquiète, va voir son capitaine, Sôsuke Aizen, dans ses quartiers privés. Celui-ci lui confie que Renji sera bientôt autorisé à reprendre son poste, la demande de renvoi du capitaine de la 6e division ayant été refusée par les autres capitaines. Aizen, auquel elle semble très attachée, lui promet de la réveiller au matin, et elle s'endort dans la pièce. Alors qu'il fait encore nuit, Aizen sort, suivi par un autre Shinigami. Hinamori se réveille très tardivement, et, très en retard pour le rassemblement, prend un raccourci pour monter dans la citadelle. Arrivant à une esplanade, elle découvre Aizen, dont le corps est cloué par son propre Zanpakutô à un mur, se vidant de son sang. Elle hurle de désespoir. |                                                    |                        |                                   |                       |
| 35 | Meurtre d'Aizen ! L'obscurité qui approche         | 藍染暗殺！忍び寄る闇   | Aizen ansatsu! Shinobiyoru yami   | 7 juin 2005           |
| [Chapitres 101-102] - Accourant au cri de Hinamori, Kira et plusieurs autres vice-capitaines découvrent eux aussi le cadavre d'Aizen. Le capitaine Ichimaru fait également son apparition et laisse suggérer à Hinamori qu'il est le meurtrier. La vice-capitaine l'attaque mais est bloquée par Kira. Les deux amis vont jusqu'à libérer leurs Zanpakutô respectifs mais le combat est stoppé net par Hitsugaya, qui met les vice-capitaines aux arrêts. Hitsugaya met ensuite en garde Ichimaru, qui s'apprêtait à répliquer aux attaques de Hinamori, et menace de le tuer s'il lui fait du mal. Ichimaru ne semble toutefois guère impressionné par ces menaces tandis qu'Hitsugaya part prévenir le capitaine général du Gotei 13 de la mort d'Aizen. Une fois Ichigo soigné, Hanatarô s'occupe de Ganju, puis ils se dirigent tous à nouveau vers la tour des Regrets. Ichigo dit ne s'inquiéter pour aucun de ses camarades : en dehors de Chad, aucun d'entre eux ne prendrait le risque de combattre un adversaire plus puissant qu'eux, contrairement à lui. Quant à Chad, dont il ressent l'énergie spirituelle depuis leur séparation, Ichigo estime qu'il ne peut pas être battu. Un flash-back s'ensuit, où l'on découvre la première rencontre entre Chad et Ichigo. Chad se réveille dans le Seireitei, dans un entrepôt qu'il a investi pour la nuit. Il se débarrasse de plusieurs gardes qui fouillaient les réserves, puis, après avoir eu les renseignements nécessaires pour s'orienter, se dirige vers la tour des Regrets en passant par les quartiers de la 8e division. La vice-capitaine de cette division, Nanao Ise, prévient son capitaine, Shunsui Kyôraku, de l'arrivée d'une âme errante. Le capitaine de la 8e division se prépare à l'accueillir. De leur côté, Ichigo et son escorte montent les marches menant à la citadelle. Arrivés en haut, ils sont écrasés par une force spirituelle hors du commun. |                                                    |                        |                                   |                       |
| 36 | Zaraki Kenpachi approche !                         | 更木剣八、迫る！       | Zaraki Kenpachi semaru!           | 14 juin 2005          |
| [Chapitres 103-104] - Rangiku Matsumoto, la vice-capitaine de la 10e division, est venu rendre visite à Hinamori en prison. Lui faisant la morale après que celle-ci ait agressé Ichimaru sans réfléchir, elle lui transmet la lettre d'adieu de son capitaine, que le capitaine Hitsugaya a réussi à soustraire à l'enquête. Hinamori est la première à la lire, mais sa lecture la met dans tous ses états. Devant la tour des Regrets, le capitaine de la 11e division, Kenpachi Zaraki, fait son apparition. Responsable de cette énergie spirituelle si intense que Ganju et surtout Hanatarô ont du mal à se déplacer ainsi qu'à respirer, il explique à Ichigo qu'il veut simplement le combattre à mort. Sous le regard de sa vice-capitaine, Yachiru Kusajishi, le combat se prépare, tandis que Ganju, sur la demande d'Ichigo, prend la fuite avec Hanatarô, afin de secourir Rukia. Hanatarô explique à Ganju que « Kenpachi » est le surnom donné dans le Seireitei à celui qui a tué le plus d'adversaires, celui que même la mort ne peut atteindre. Zaraki donne à Ichigo un gage de sa bonne volonté, en lui laissant le premier coup à corps ouvert. Mais Ichigo ne parvient même pas à entamer la peau de son adversaire, se blessant lui-même au passage. Le capitaine repousse d'une seule main le Zanpakuto et sort son propre sabre, sous les yeux effrayés d'Ichigo. |                                                    |                        |                                   |                       |
| 37 | La Raison du poing                                 | 拳の理由               | Ken no riyuu                      | 21 juin 2005          |
| [Chapitres 105-106-107] - À l'entrée des quartiers de la 8e division, Chad est confronté à Enjôji Tatsufusa, le lieutenant de cette division, qu'il bat avec une facilité déconcertante. Mais il est rapidement interpellé par le capitaine de la division, Shunsui Kyôraku. Celui-ci lui explique qu'il ne peut pas le laisser passer, mais qu'ils peuvent attendre ensemble la suite des événements, sans se battre. Mais Chad refuse poliment cette possibilité, et lance une attaque. Le capitaine assis la dévie d'une main. Chad, enchaîne les coups, mais en vain. Le capitaine passe alors dans son dos pour le frapper de deux doigts ; Chad est propulsé par le coup et va s'échouer une douzaine de mètres plus loin. Chad replonge dans ses souvenirs. Lorsqu'il rencontre Ichigo, celui-ci s'étonne de ne le voir jamais répliquer aux coups de ses adversaires, malgré sa puissance surnaturelle. Chad explique qu'il a promis à son Abuelo (grand-père en espagnol) qu'il n'utilisera plus ses poings pour des raisons personnelles. Né à Okinawa, Chad est allé vivre au Mexique quelques années plus tard, après avoir perdu ses deux parents. Chad avait 8 ans et quand il était jeune, il profitait de sa taille imposante pour frapper ceux qu'il n'aimait pas. Son grand-père lui expliqua que sa force, qu'il gaspillait inutilement dans des bagarres de rue, devait être utilisée dans un but précis, et pas pour des raisons personnelles. Ichigo le comprend et, après lui avoir porté secours à nouveau, lui propose un marché : si Chad est en difficulté, Ichigo se battra pour tout ce qui est lui est cher, et Chad fera de même pour lui - ainsi aucun d'entre eux ne se battra pour des raisons égoïstes. Depuis ce jour, Chad se bat pour tout ce qui est cher à Ichigo, et c'est pour cela qu'il est venu à la Soul Society avec lui. Chad s'élance à nouveau vers le capitaine Kyôraku, et ravage la maison de la huitième division d'un dernier coup de poing. Mais le capitaine l'a esquivé, et lui inflige un coup fatal. Nanao, prévenue par les services secrets, apprend à Kyôraku la nouvelle de l'assassinat d'Aizen. |                                                    |                        |                                   |                       |
| 38 | Désespoir ! Zangetsu brisé                         | 絶体絶命！折られた斬月 | Zettai zetsumei! Orareta Zangetsu | 28 juin 2005          |
| [Chapitres 108-109-110] - Ichigo est en train de fuir Zaraki, totalement perturbé par son incapacité à le blesser. Il ressent même l'énergie de Chad faiblir et croit même initialement à sa mort. De son côté, Kyôraku préfère garder Chad en vie et le fait prisonnier afin de découvrir la vérité sur la mort d'Aizen. Après avoir repris ses esprits, Ichigo défie de nouveau Zaraki et parvient cette fois à le blesser ; le capitaine de la 11e division semble heureux d'avoir enfin droit à un combat digne de ce nom. À l'hôpital, la capitaine de la 4e division, Retsu Unohana, examine le corps d'Aizen devant le capitaine de la 7e division, Sajin Komamura, et celui de la 9e division, Kaname Tôsen. Elle confirme qu'il s'agit bien d'un meurtre. Les capitaines annoncent la nouvelle à leurs vice-capitaines ; Tôsen annonce son départ en guerre. Devant Zaraki, Ichigo semble se rassurer, le bandeau sur l’œil et les grelots dans les cheveux de son adversaire lui permettant de plus facilement se mesurer à lui. Zaraki lui explique que sans ces handicaps, il n'aurait aucun adversaire à sa taille. Surpris, Ichigo l'est une seconde fois lorsque Zaraki lui explique que son Zanpakutô n'a pas d'autre forme, son niveau d'énergie spirituelle lui suffisant pour mettre à mal ses adversaires. La concentration du jeune homme faiblit et, au grand dépit de Zaraki, son sabre brise Zangetsu en deux et transperce la poitrine d'Ichigo. Le capitaine s'éloigne, estimant que ce combat qui s'annonçait prometteur est malheureusement fini ; au même moment, Zangetsu fait son apparition aux yeux de son porteur. |                                                    |                        |                                   |                       |
| 39 | L'Homme de l'immortalité                           | 不死身の男             | Fushijin no Otoko                 | 5 juillet 2005        |
| [Chapitres 110-111-112-113] - Kenpachi Zaraki est bien trop fort pour Ichigo. Alors que ce dernier est sur le point de mourir, Zangetsu apparaît et emmène l'esprit d'Ichigo dans sa dimension. Là-bas, il affronte un individu à son image et à la personnalité différente. Il apprend à considérer Zangetsu comme son coéquipier et grâce à la puissance de Zangetsu, il parvient à rivaliser avec Kenpachi Zaraki. Leur duel devient total et Zaraki enlève son bandeau, ce qui débloque toute sa puissance. Les deux adversaires s'échangent un ultime coup dévastateur. |                                                    |                        |                                   |                       |
| 40 | Le Shinigami que Ganju a rencontré                 | ガンジュの見た死神     | Ganju no mita Shinigami           | 12 juillet 2005       |
| [Chapitres 114-115] - Les deux adversaires sont hors de combat. Yachiru remercie Ichigo d'avoir donné autant de plaisir à Kenpachi lors de ce combat. Ichigo est mourant, Kenpachi est emmené par Yachiru. Cette dernière se souvient du moment de leur rencontre ; Kenpachi, issu du Rukongai, ne possédait encore pas de nom lorsqu'il était déjà un bretteur redoutable en quête de batailles. Le jour où il rencontra sa future vice-capitaine, il décida de la nommer à partir de la personne qu'il admire le plus avant de s'autonommer « Kenpachi Zaraki ». Ayant désormais trouvé un adversaire à son niveau, il s'adresse à son Zanpakutô car il souhaite se battre avec lui désormais. Mais, voyant qu'il ne répond pas, Kenpachi sombre dans une profonde détresse. Ichigo est quant à lui retrouvé et emmené par Yoruichi, qui utilise une étrange technique. De leur côté, Ganju et Hanatarô battent les gardes du Senzaikyû et libèrent Rukia. Ganju reconnaît en Rukia la Shinigami qui a tué son frère Kaien et entre dans une colère noire. Rukia accepte de mourir, Ganju veut la tuer et Hanatarô tente de calmer Ganju quand Byakuya fait son apparition. |                                                    |                        |                                   |                       |
| 41 | Réunion : Ichigo et Rukia                          | 再会、一護とルキア     | Saikai, Ichigo to Rukia           | 19 juillet 2005       |
| [Chapitres 116-117] - Yoruichi a soigné Ichigo. Ce dernier, bien qu'encore blessé, se réveille. Le chat Yoruichi révèle sa véritable forme : c'est en réalité une femme à la peau foncée et aux longs cheveux violets. Elle est toute nue et prend plaisir à mettre Ichigo mal à l'aise. Une fois Yoruichi habillée, Ichigo lui vole son sceptre volant et part aider Rukia, ignorant les ordres de Yoruichi. Au Senzaikyû, Ganju se prépare à affronter Byakuya non pas pour aider Rukia mais pour qu'Hanatarô, qui voulait affronter le capitaine, n'ait pas à se battre. Apprenant la véritable identité de Ganju, Byakuya libère son Zanpakutô, Senbonzakura, qui lacère le Shiba de toutes parts avec ses milliers de lames. Alors qu'il allait l'achever, Byakuya est stoppé par Jushirô Ukitake, le capitaine de la 13e division. Ce dernier ayant été absent des récentes réunions en raison de sa maladie, Byakuya l'informe des derniers événements. Ichigo arrive à son tour et se dispute brièvement avec Rukia avant de défier Byakuya. Après quelques échanges contre le jeune Shinigami, Byakuya décide de libérer à nouveau son Zanpakutô mais Yoruichi intervient et enroule son sabre. Note : Cet épisode clôture l'arc majeur « L'Assaut de la Soul Society ». |                                                    |                        |                                   |                       |

#### Épisodes japonais
1. 1 2 3 4 5  (ja) « Bleach - Épisodes 14 à 25 », TV Tokyo (consulté le 30 novembre 2011)
2. 1 2 3 4 5 6 7 8 9 10 11 12 13  (ja) « Bleach - Épisodes 26 à 38 », TV Tokyo (consulté le 30 novembre 2011)
3. 1 2 3  (ja) « Bleach - Épisodes 39 à 51 », TV Tokyo (consulté le 30 novembre 2011)

#### Épisodes français
1. 1 2 3 4 5 6 7 8 9 10 11 12  « Bleach - Épisodes 21 à 32 » sur Anime.kaze.fr, consulté le 15 février 2012
2. 1 2 3 4 5 6 7 8 9  « Bleach - Épisodes 33 à 41 » sur Anime.kaze.fr, consulté le 15 février 2012